# Grand Lycée franco-libanais
Le Grand Lycée franco-libanais (GLFL) est un établissement d'enseignement fondé en 1909 par la Mission laïque française et situé au Liban dans un quartier de Beyrouth à Achrafieh.
Initialement situé au quartier Al-Nassra (Nazareth), aujourd'hui Sodeco, près du quartier central de Beyrouth, l'institution a déménagé dans de nouveaux locaux rues Beni Assaf (anciennement rue Isaac Ben Honein)  est proche de l'ambassade de France au Liban et de l'Institut Français de Beyrouth (précédemment CCF; Centre Culturel Français appelé aussi École des Lettres) et du Stade Armand du Chayla. L'établissement compte près de dix bâtiments (dont cinq ont été conçus par l'architecte Michel Écochard). Un centre sportif, le Stade du Chayla (nommé en l'honneur du premier ambassadeur français au Liban), a également été construit pour le Grand Lycée franco-libanais, rue de Damas.

## Historique

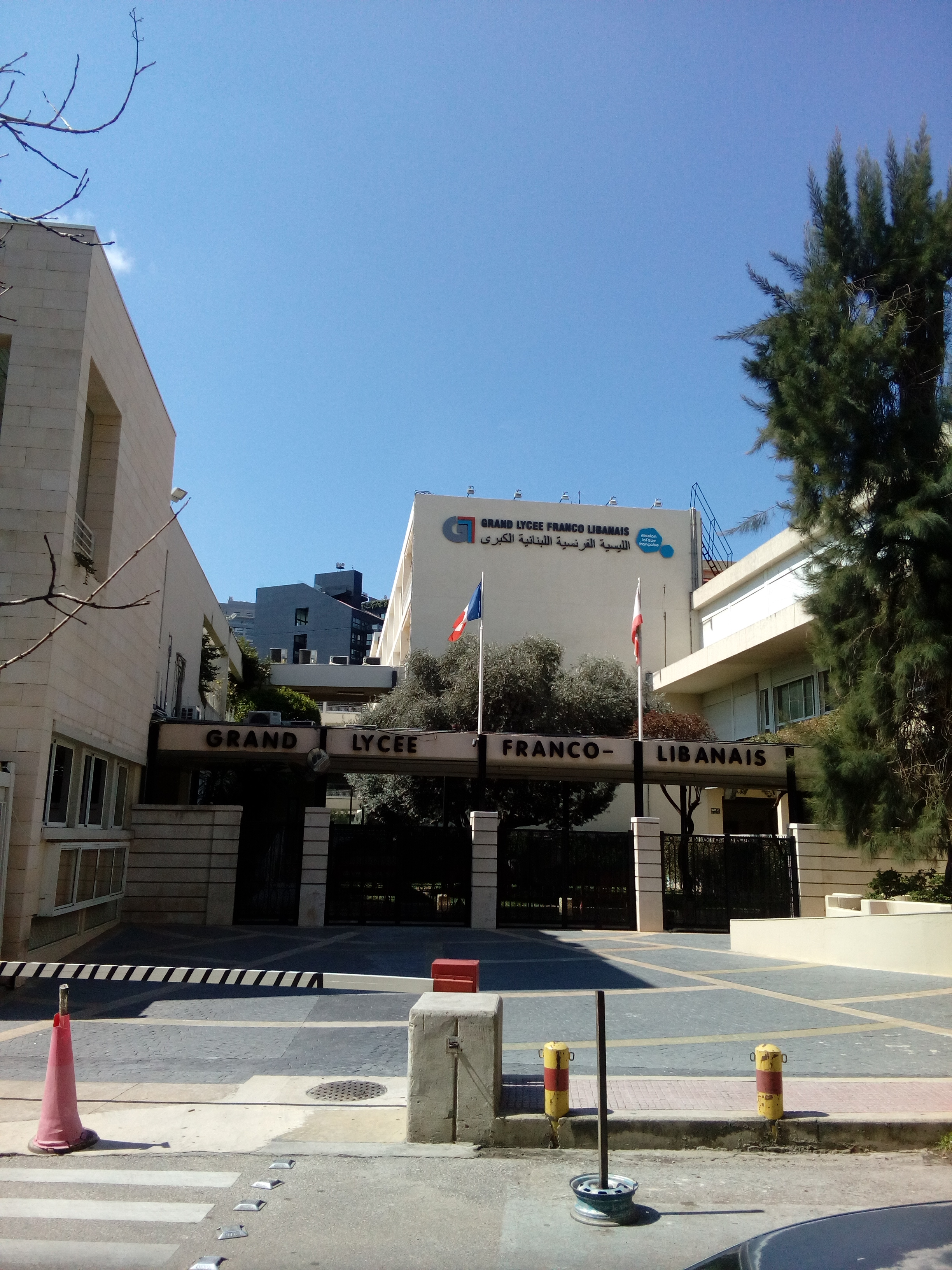
Entrée du Grand lycée franco-libanais de Beyrouth

Le Grand Lycée franco-libanais est le second établissement créé par la Mission laïque française, après un premier à Thessalonique. Il fut créé en 1909 par Pierre Deschamps, fondateur de la Mission Laïque Française. Deschamps en fut le directeur pendant deux ans avant de repartir en France. Bien que ce ne fût pas la première école laïque à être créée au Liban, les deux établissements qui le précédèrent étaient gérés par des particuliers et n'avaient existé que pendant quelques années. Le dernier d'entre eux deux dut fermer avant la Première Guerre Mondiale.
Précédemment installé dans le quartier de Sodeco (anciennement Al-Nâssra), il a traversé les différentes périodes de l'histoire du XXe siècle du Liban, celle de l'Empire ottoman jusqu'en 1918, celle du mandat français jusqu'en 1943 et celle de la République libanaise depuis. Il emménage en 1960 à l'emplacement actuel dans les bâtiments conçus par l'architecte urbaniste français Michel Écochard. Les précédents bâtiments qu'il occupait place Sodeco furent démolis, et à leur place s'élève aujourd'hui le centre Sodeco Square.
La guerre qui commence en 1975 crée une situation très difficile sur le plan humain et matériel, du fait de la proximité de la ligne de démarcation. Cependant, le lycée affirme sa continuité jusqu'à la sortie du conflit en 1990.
Actuellement, le Grand Lycée est pleinement rétabli, d'importants travaux ont permis, par ailleurs, de réparer progressivement les destructions, de rénover les installations et même de procéder à diverses extensions entre 2012 et 2015.
L'école a la capacité d'accueillir 3 650 élèves, de la maternelle à la terminale. Les locaux de l'établissement contiennent deux centres de documentation et d’information où les collégiens et les lycéens ont à leur disposition un réseau informatique pour leurs recherches à des fins scolaires et éducatives, et près de 27 000 livres et archives (comprenant magazines, journaux…), ainsi qu'une BCD pour l'école primaire et une Marmothèque pour la maternelle. 
Les élèves peuvent pratiquer de nombreuses activités sportives et extra-scolaires au sein des deux terrains de basket-ball de l'école ainsi que du terrain de football et du gymnase. Le stade de Chayla contient un terrain d'athlétisme, de badminton, de tennis et de basketball. Le bâtiment du stade contient également des tables de tennis de table ainsi qu'une piscine.
Les langues enseignées au Grand Lycée franco-libanais, outre le français et l'arabe, sont le latin, l'anglais, l'espagnol, l'allemand et l'italien.

## Professeurs célèbres
- Antoine Raad, poète libanais, était professeur de langue arabe.
- Takieddine Solh, premier ministre du gouvernement libanais, était professeur de langue arabe.
- Issam Khalifé, leader étudiant, professeur d'université[5].
- Paul Chaoul, poète, critique littéraire, rédacteur en chef de la page culturelle du quotidien al-Mustaqbal[6].

## Anciens élèves
- Tammam Salam, un homme d'État libanais, président du Conseil ;
- Samir Kassir, journaliste assassiné à Beyrouth en juin 2005, membre de l'Alliance du 14-Mars ;
- Gebran Tuéni, homme politique libanais, assassiné à Beyrouth en décembre 2005 et rédacteur en chef du quotidien An Nahar, membre de l'Alliance du 14-Mars ;
- Marwan Hamadé, ministre de la Santé, de l'économie, du tourisme et des télécommunications dans des gouvernements successifs, membre de l'Alliance du 14-Mars ;
- Nassim Nicholas Taleb, auteur du best-seller du New York Times : Le Cygne noir.
- Charif Majdalani, écrivain libanais de langue française.
- Raghid El Chammah, fondateur-PDG de Radio Orient  [7](10 octobre 1981 au 27 décembre 1994), lobbyiste, Conseiller du commerce extérieur de la France, grand officier de l'Ordre national du Mérite, commandeur de l'Ordre national du Cèdre (Liban), grand officier de l'Ordre de la République (Tunisie) grand officier de l'Ordre de l'Indépendance (Jordanie)[8], chevalier de l'Ordre national du Mérite (France)[9],[10].
- Fares Boueiz, ministre des Affaires étrangères, ministre de l'Environnement, député, conseiller spécial du président de la République libanaise.
- Akram Azoury, Avocat pénaliste, défenseur près le Tribunal Spécial pour le Liban à La Haye[11].
- Najib Mikati, Premier ministre, ministre, député de Tripoli, parti al Azm[12];
- Pierre Audi, metteur en scène, directeur de théâtre, directeur artistique. (Londres, Pays-Bas)[13].
- Chahé Barsoumian, minIstre de l'Industrie et du Pétrole.
- Paul Audi, philosophe, chercheur, directeur de collection, professeur d'université.
- Philippe Caland , producteur de films (États-Unis)[14].
- Adel Khalil, membre du conseil d'administration de Middle East Airlines, MEA, Air Liban[15].
- Robert Barouki, Professeur de médecine, chercheur, écrivain, directeur d'unité  à l'INSERM, chef de service à hôpital Necker-Enfants malades[16].
- Georges Ghosn, journaliste et homme d'affaires franco-libanais, acheteur des groupes de presse de La Tribune, Le Nouvel Économiste et France-Soir.
- Jad Hatem, philosophe et poète d'expression française.
- Nahida Nakad, auteur, écrivain, journaliste, communicante, reporter de télévision à TF1, directrice éditoriale de "France 24" et radio Monte Carlo Doualiya.
- Scarlett Haddad, journaliste à l'Orient le Jour, analyste politique, correspondante d'agences de presse internationales[17].
- Brahim Abouzeid, avocat pénal international, inscrit aux barreaux de Paris et de Beyrouth, spécialiste des procédures collectives: faillites et banqueroutes[18].
- Ghassan Assaf, Président directeur général de Bank of Beirut and the Arab Countries (BBAC)[19].
- Marwan Abou Fadel, vice-président du Parti démocratique libanais (PDL), ancien député[20].